# Lý Khắc Dụng
Lý Khắc Dụng (chữ Hán: 李克用, 856-908), vốn có họ Chu Tà (chữ Hán: 朱邪), còn đọc là Chu Gia hay Chu Da (chữ Hán: 朱爷). Ông là danh tướng cuối đời nhà Đường, người bộ tộc Sa Đà, dân tộc Tây Đột Quyết. Sau khi Chu Ôn lật đổ nhà Đường, lập ra Hậu Lương , ông trở thành một quân phiệt ly khai ở phía Bắc nước Lương, gọi là Tấn Vương. Sau khi con trai ông là Lý Tồn Úc kiến lập nhà Hậu Đường vào năm 923, ông được truy tôn làm Hậu Đường Thái Tổ.

#### Dằn lòng cứu Yên

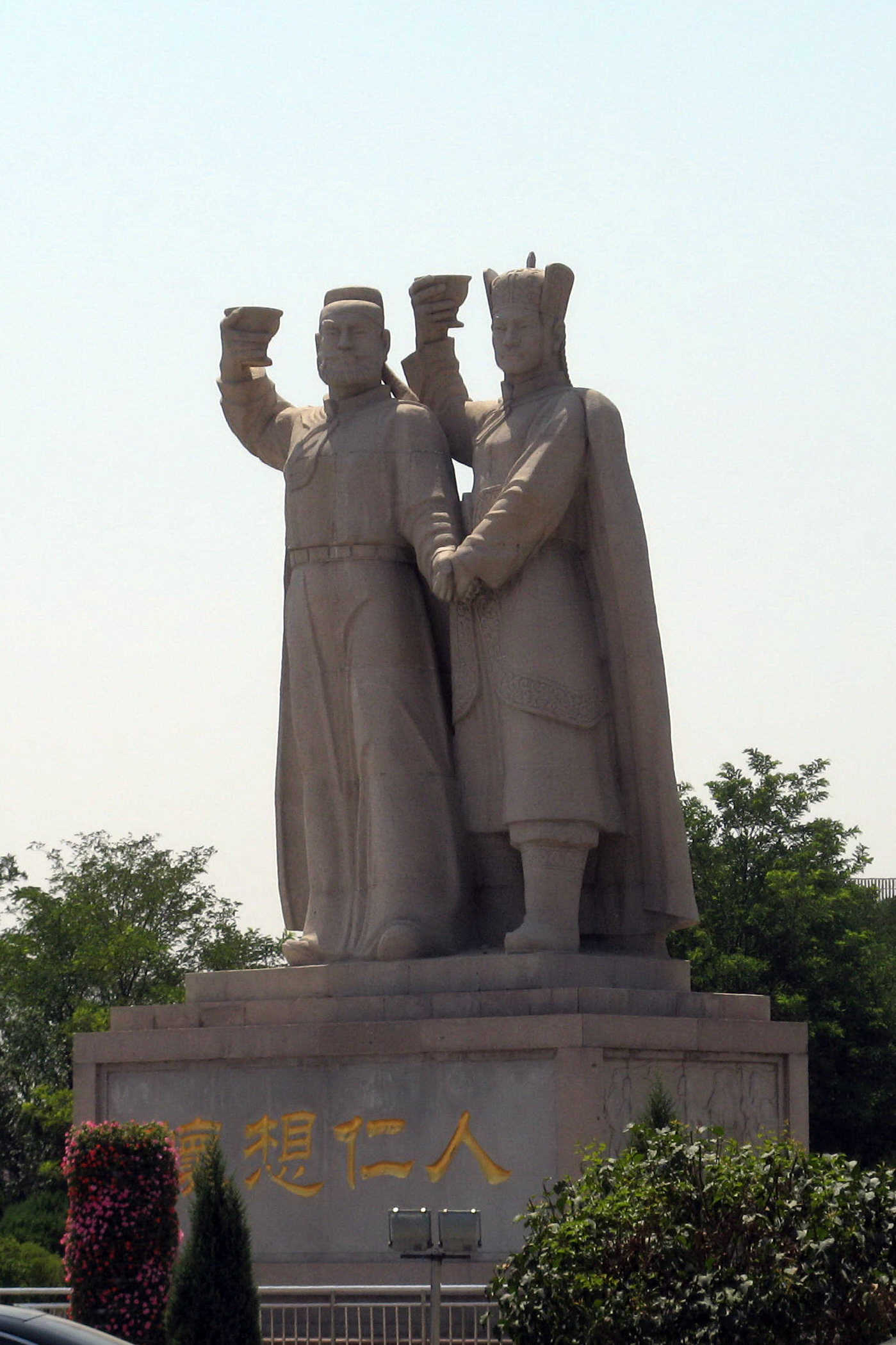
Tượng ở Hoài Nhân,Sơn Tây, kỷ niệm Lý Khắc Dụng và Gia Luật A Bảo Cơ(Liêu Thái Tổ) kết làm anh em

## Xuất thân